# Stuart Murdoch
Stuart Lee Murdoch (Clarkston, 25 agosto 1968) è un cantautore e musicista britannico.
È il frontman del gruppo musicale indie pop Belle and Sebastian.

## Biografia
Nato in una cittadina del Renfrewshire Orientale, Murdoch ha preso lezioni di pianoforte da adolescente. Durante gli anni dell'università si ammalò di encefalomielite mialgica (sindrome da stanchezza cronica). Inoltre è discromatopsico. Nel 1996 ha fondato i Belle and Sebastian.
Nel 2007 ha sposato Marisa Privitera a New York.
Nel 2010 ha pubblicato il libro The Celestial Café.